# 쥬얼리
쥬얼리(Jewelry)는 과거 스타제국 소속인 대한민국의 3인조 걸그룹이었다

## 활동

### 2001~2007: 데뷔 멤버 탈퇴 및 교체
2001년 3월 정규 1집 Discovery를 내며 1기 박정아, 이지현, 정유진, 전은미 4인조 그룹으로 데뷔하였다. 타이틀곡 '이젠'을 발표하여 활동을 하였고 후속곡 '사랑해'를 활동하였다.
초기 멤버들 가운데 이지현은 데뷔 당시 1998년에 결성된 다국적 그룹 써클 멤버 출신으로 많이 알려지기도 했다.
1집 활동 종료 후 2001년 1기 멤버 정유진, 전은미가 그룹 쥬얼리에서 탈퇴하여 활동에 잠시 위기에 놓였다.
2002년 6월  여고생 새 멤버 조민아, 서인영을 영입하여 2002년 7월 두 번째 정규 2집 Again을 발표하며 타이틀곡 Again으로 활동하였고 후속곡 Tonight 을 내고 활동하였다.
쥬얼리는 2기 멤버 박정아, 이지현, 조민아, 서인영 체제로 가요계 활동을 이어 나갔다.
2003년 7월 세번째 정규 3집 Beloved을 발표하여 타이틀곡 니가 참 좋아로 컴백을 하였다. 2003년 9월 후속곡 Be My Love을 발표하여 퍼포먼스, 파워넘치는 댄스곡으로 활동하였다.
2005년 3월 네번째 정규 4집 Super Star을 발표하여 타이틀곡 Super Star로 통해 컴백하였다. 일명 "서인영의 털기춤"으로 대중들의 시선을 끌었다.
데뷔 이후부터 가요 프로그램에서 단 한 번도 1위를 하지 못했던 쥬얼리는 지상파 프로그램에서 1위를 하여 전성기를 맞이하였다.
2005년 4월 4집 리패키지 앨범 Passion - Summer Ver.을 발표하여 타이틀곡 Passion으로 활동하여 가요계의 주목을 받았다. 당시에는 쥬얼리의 인기가 어마어마 했다.
2006년 2월 멤버 이지현이 그룹 쥬얼리에서 공식 탈퇴를 하였다.
1998년 다국적 그룹 써클로 데뷔하여 2001년 Discovery를 통해 쥬얼리로 데뷔한 이지현은 연기자로 전념할 것으로 보인다.
2006년 11월 멤버 조민아는 그룹 쥬얼리에서 공식 탈퇴를 하였다.
2002년 6월 새 멤버로 영입되어 2002년 7월 정규 2집 Again으로 통해 데뷔한 조민아는 뮤지컬, 연극, 연기자로 활동을 이어나가게 된다.
이지현을 비롯해 조민아가 탈퇴한 후 쥬얼리는 남은 박정아와 서인영은 솔로활동을 이어갔다.
박정아는 연기자와 뮤지컬 배우로 전념하고 솔로 활동에 전념했다. 2006년 8월 25일 첫 정규 앨범 《Yeah》를 발매하며 솔로 데뷔를 했다. 2006년 12월 후속곡 '결국..사랑'으로 활동하였다.
서인영은 솔로가수로 활동하여 2007년 2월 27일 정규 1집 Elly Is so HOT 발표하여 타이틀곡 '너를원해'를 발표하였다. 후속곡 '가르쳐줘요', 'Hit'로 통해 활동하였다.
박정아는 앨범 쇼케이스에서 "현재 오디션을 통해 새 멤버를 찾고 있다. 나와 서인영의 솔로 활동이 끝나면 쥬얼리 5집으로 팬 여러분들을 만나겠다"고 말했다.

### 2008~2010: KItchi Island, KItchi IsIana 2, Sophisticated, 2001-2009 End And

2008년 5월, "One More Time" 공연 중의 쥬얼리.

2008년 1월 쥬얼리는 이지현, 조민아를 대신할 대체 멤버 쥬얼리 플러스 오디션을 열었고 새 멤버 김은정, 하주연을 영입하여 2008년 2월 다섯 번째 정규 앨범 Kitchi Island를 발표하여 타이틀곡 One More Time 을 발표하여 일명 "ET춤"으로 가요계의 공백을 깨고 컴백하여 지상파 프로그램에서 1위를 하여 제2의 전성기를 맞이하였다. 발라드곡 '모를까봐서'를 선보였다.
2008년 4월 5집 리패키지 앨범 Kitchi Island 2을 발표하면서 후속곡 모두 다 쉿!으로 활동하였다.
2009년 8월 정규 여섯 번째 앨범 Sophisticated을 발표하여 타이틀곡 Var2ty [버라이어티]를 내며 활동하였으나 지난해에 비해 큰 인기를 끌지는 못했다.
2009년 12월 6집 리패키지 앨범 2001-2009 End And의 타이틀곡 Love Story 을 발표하여 리더 박정아, 서인영은 쥬얼리의 마지막 앨범의 무대를 마무리해 2010년 2월 그룹에서 공식 탈퇴하였다.
한편 박정아는 연기자로 활동을 이어나갔고 서인영은 솔로 가수로 활동하게 된다.

### 2011~2015: 새로운 쥬얼리 및 계속된 탈퇴와 해체
2011년 1월 새 멤버 김예원, 박세미를 영입하여 타이틀곡 Back It Up을 발표하여 가요계를 데뷔하여 첫 선보였다.
박세미는 2009년 슈퍼스타K 1기 출신으로 알려져 있다.
쥬얼리는 4기 김은정,하주연,김예원,박세미로 구성하였다.
2011년 5월 Digital Single 타이틀곡 Pass 로 활동하였다.
2012년 10월 미니앨범 <룩앳미:Look At Me>의 타이틀곡 Look At Me(룩 앳미)로 통해 활동을 하여 New 쥬얼리로 변신하여 성공가능성을 열었다.
2013년 7월 여름 Digital Single 핫앤콜드(Hot&Cold)로 활동하였다.
마지막 음반인 핫앤콜드(Hot & Cold)를 끝으로 2014년 3월 쥬얼리의 멤버 김은정이 소속사 스타제국과의 전속계약이 만료되면서 재계약을 하지 않았다.
김은정은 그룹 쥬얼리에서 공식 탈퇴하여 연기자로 활동을 이어나가게 된다.
2015년 1월 8일 쥬얼리의 멤버 박세미와 하주연도 전속계약 만료하면서 쥬얼리는 그룹 결성 14년 만에 해체된다.

## 이전 구성원
| 이름   | 소개 |
| ------ | --- |
| 하주연 | - 생년월일 : 1986년 6월 16일(38세) - 출생지 : 대한민국 서울특별시 - 활동기간 : 2008년 2월 ~ 2015년 1월                      |
| 예원   | - 본명 : 김예원 - 생년월일 : 1989년 12월 5일(35세) - 출생지 : 대한민국 서울특별시 - 활동기간 : 2011년 1월 27일 ~ 2015년 1월 |
| 윤진솔 | - 본명 : 박세미 - 생년월일 : 1990년 10월 8일(34세) - 출생지 : 대한민국 광주광역시 - 활동기간 : 2011년 1월 27일 ~ 2015년 1월 |
| 정유진 | - 생년월일 : 1982년 3월 31일(43세) - 활동기간 : 2001년 3월 ~ 2002년 3월                                                     |
| 전은미 | - 생년월일 : 1984년 10월 16일(40세) - 활동기간 : 2001년 3월 ~ 2002년 3월                                                    |
| 이지현 | - 생년월일 : 1983년 10월 12일(41세) - 활동기간 : 2001년 3월 ~ 2006년 5월                                                    |
| 조민아 | - 본명 : 조하랑 - 생년월일 : 1984년 6월 23일(40세) - 출생지 : 대한민국 경상남도 - 활동기간 : 2002년 7월 ~ 2006년 11월       |
| 박정아 | - 생년월일 : 1981년 2월 24일(44세) - 출생지 : 대한민국 경상북도 영천시 - 활동기간 : 2001년 3월 ~ 2010년 2월                 |
| 서인영 | - 생년월일 : 1984년 9월 3일(40세) - 출생지 : 대한민국 서울특별시 - 활동기간 : 2002년 7월 ~ 2010년 2월                       |
| 김은정 | - 생년월일 : 1986년 11월 28일(38세) - 출생지 : 대한민국 인천광역시 - 활동기간 : 2008년 2월 ~ 2014년 3월                     |

## 음반 목록
- 2001년: 《Discovery》
- 2002년: 《Again》
- 2003년: 《Beloved》
- 2005년: 《Super Star》
- 2008년: 《Kitchi Island, Kitchi Island 2》
- 2009년: 《Sophisticated, 2001-2009 End And》

## 출연 목록

### 텔레비전
- 2003년 《TV는 사랑을 싣고》
- 2009년 《제국의 아이들》
- 2011년 《2011 맛있는 나눔 사랑의 푸드뱅크》

### CF
- 한국GM 마티즈 CF
- 롯데푸드 보석바 CF
- 1492 miles
- 우체국택배 CF